# Huambo (sopka)
Huambo je v současnosti neaktivní vulkanické pole, nacházející se v Peru, západně od stratovulkánu Sabancaya. Pole je tvořeno několika sypanými kužeil a s nimi přidruženými lávovými proudy. Jejich stáří se odhaduje na pozdní holocén, nejmladším členem komplexu je osamoceně stojící sypaný kužel Cerro Keyocc, doba poslední erupce je stanovena na rok 700 př. n. l. (± 50 let) .

## Seznam vulkanických forem pole Huambo
- Struskové kužele
  - Cerro Keyocc
  - Cerro Marbach Grande
  - Chico Marbach
  - Marbach